# سرحان سرحان
سرحان بشارة سرحان (19 مارس 1944) هو فلسطيني مسيحي يحمل الجنسية الأردنية اغتال السيناتور الأمريكي روبرت كينيدي في لوس أنجلوس، كاليفورنيا، وهو الأخ الأصغر للرئيس الأميركي جون إف كينيدي وكان مرشح الحزب الديمقراطي في الانتخابات الرئاسية الأمريكية عام 1968. وفي 5 يونيو 1968 أطلق سرحان النار على روبرت كينيدي وأصابه بجروح قاتلة، ثم توفي كينيدي في اليوم التالي في المستشفى متأثرا بجراحه. وقد أدت الظروف المحيطة بالهجوم الذي وقع بعد خمس سنوات من اغتيال شقيقه، إلى ظهور العديد من نظريات المؤامرة. أدين سرحان بالقتل ويقضي عقوبة السجن المؤبد في سجن ريتشارد دونوفان الإصلاحي في مقاطعة سان دييجو، كاليفورنيا. وفي 27 أغسطس 2021، حصل سرحان على إفراج مشروط، لكنّ القرار لا يضمن إطلاق سراحه؛ إذ ستتم مراجعة القرار من قبل مسؤولي لجنة الإفراج المشروط في ولاية كاليفورنيا خلال فترة 90 يوماً، ثم سيبعث إلى حاكم الولاية ليبتّ في الأمر خلال فترة 30 يوماً.
ولد سرحان في القدس لعائلة مسيحية عربية، التحق بمدرسة لوثرية. في عام 1989 ذكر سرحان للصحفي ديفيد فروست، «كانت علاقتي الوحيدة بروبرت كينيدي هي دعمه الوحيد لإسرائيل ومحاولته المتعمدة لإرسال تلك القاذفات الـ 50 طائرة مقاتلة إلى إسرائيل لإلحاق الأذى بالفلسطينيين». يعتقد بعض العلماء أن عملية الاغتيال كانت أول حادثة عنف سياسي كبرى في الولايات المتحدة ناجمة عن الصراع العربي الإسرائيلي في الشرق الأوسط. (نفذ سرحان الهجوم في الذكرى الأولى للحرب العربية الإسرائيلية عام 1967)، على الرغم من أنه حدث في وقت عندما كان الرأي العام الأمريكي يركز بأغلبية ساحقة على حرب فيتنام.
في 17 أبريل 1969 أُدين سرحان بارتكاب جريمة قتل من الدرجة الأولى من بين تهم أخرى، وحُكم عليه بعد ذلك بالإعدام بغرفة الغاز. وفي عام 1972 خُفِّف الحكم إلى السجن مدى الحياة في أعقاب قضية الشعب ضد أندرسون. وهو مسجون في إصلاحية ريتشارد جيه دونوفان بالقرب من سان دييغو. في 27 أغسطس 2021 بعد 15 عامًا من رفض الإفراج المشروط من قبل مجلس الولاية المحلي، حصل سرحان على إطلاق سراح مشروط من قبل لجنة مكونة من شخصين. رفض المدعون المشاركة أو معارضة إطلاق سراحه بموجب سياسة جورج جاسكون المدعي العام لمقاطعة لوس أنجلوس. في 13 يناير 2022 منع حاكم ولاية كاليفورنيا جافين نيوسوم إطلاق سراح سرحان المشروط. وتم رفض الإفراج المشروط عنه مرة أخرى في 1 مارس 2023.

## النشأة
ولد سرحان في عائلة عربية فلسطينية مسيحية في القدس، فلسطين الانتدابية. عندما كان طفلاً نشأ في الضفة الغربية، أصيب سرحان بصدمة من العنف الذي شهده في الصراع العربي الإسرائيلي، بما في ذلك وفاة شقيقه الأكبر، الذي دهسته سيارة عسكرية أردنية كانت تنحرف هرباً من إطلاق النار الإسرائيلي.
عندما كان سرحان في الثانية عشرة من عمره، هاجرت عائلته إلى الولايات المتحدة، وانتقلت لفترة وجيزة إلى نيويورك ثم إلى كاليفورنيا. في ألتادينا، التحق بمدرسة إليوت جونيور الثانوية، تليها مدرسة جون موير الثانوية وكلية مدينة باسادينا، كلاهما في باسادينا. وُصف والد سرحان، بشارة، بأنه رجل صارم يضرب أبنائه بقسوة. بعد وقت قصير من انتقال العائلة إلى كاليفورنيا، عاد بشارة وحده إلى الشرق الأوسط. وكان سرحان بطول 5 أقدام و5 بوصات (165 سم) ويزن 120 رطلاً (54 كجم) في سن العشرين. انتقل سرحان إلى كورونا ليتدرب ليصبح فارسًا أثناء عمله في إسطبل، لكنه فقد وظيفته وتخلى عن سعيه بعد تعرضه لإصابة في الرأس في حادث سباق.
لم يصبح سرحان مواطنًا أمريكيًا أبدًا، بل احتفظ بجنسيته الأردنية بدلاً من ذلك.
أثناء حياته كشخص بالغ قام سرحان بتغيير طوائف الكنيسة عدة مرات، وانضم إلى الكنائس المعمدانية والسبتية. ففي عام 1966 انضم إلى المنظمة الباطنية النظام الصوفي القديم للصليب الوردي أحد أوامر روزيكروسيان.

## اغتيال روبرت كينيدي
حوالي الساعة 12:15 صباحًا بتوقيت المحيط الهادي الصيفي في 5 يونيو 1968، أطلق سرحان من مسدس عيار 22 على السيناتور الأمريكي روبرت كينيدي والحشد المحيط به في فندق Ambassador في لوس أنجلوس بعد فترة وجيزة من انتهاء كينيدي من إلقاء خطاب لمؤيديه في قاعة الرقص الرئيسية في الفندق. كان المؤلفان جورج بليمبتون، وجيمي بريسلين، وبيت هاميل، ولاعب كرة القدم المحترف السابق روزي جرير من بين العديد من الرجال الذين أخضعوا ونزعوا سلاح سرحان بعد صراع.
أصيب كنيدي برصاصة ثلاث مرات -واحدة في الرأس واثنتان في الظهر -ورصاصة رابعة مرت عبر سترته. توفي بعد 26 ساعة تقريبًا في مستشفى السامري الصالح. كما تم إطلاق النار على خمسة أشخاص آخرين في المكان «تعافوا لاحقا». وهم: بول شراد مسؤول في نقابة عمال السيارات المتحدة؛ ويليام ويزل مدير وحدة تلفزيون ABC؛ إيرا غولدشتاين مراسل في خدمة الأخبار القارية؛ إليزابيث إيفانز صديقة بيير سالينجر وهو أحد مساعدي حملة كينيدي؛ وإيروين سترول وهو مراهق متطوع مع كينيدي.

### نظريات المؤامرة
في مقابلة عام 2018 مع واشنطن بوست، قال روبرت كينيدي الابن أنه سافر إلى منشأة ريتشارد دونوفان الإصلاحية في كاليفورنيا للقاء سرحان، وأنه بعد محادثة مطولة نسبيًا (وبتفاصيل لن يكشف عنها)، يعتقد أن سرحان لم يقتل والده وأن مسلحًا آخر كان متورطا.

## المحاكمة

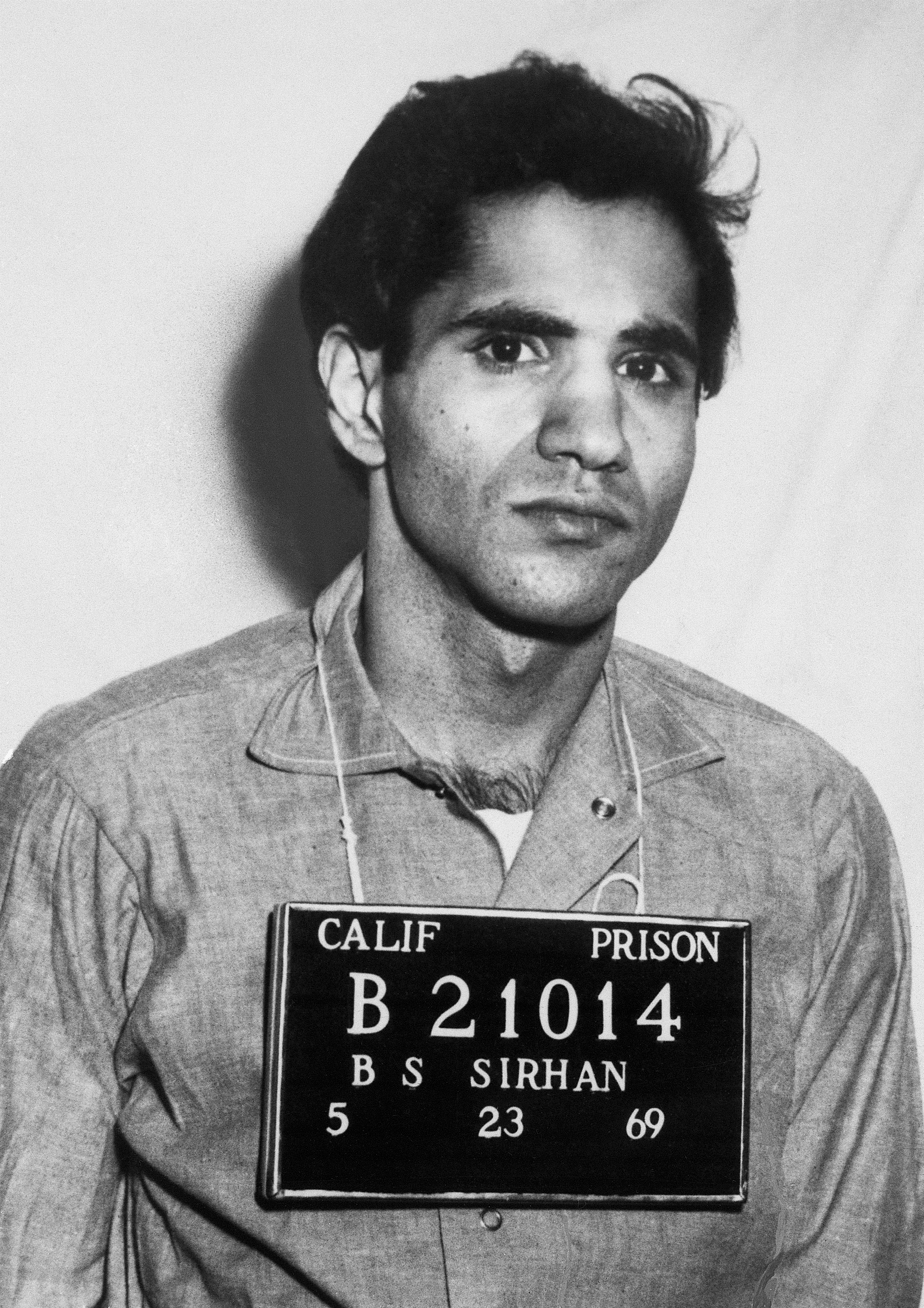
سرحان بعد إلقاء القبض عليه عام 1969

على الرغم من حقيقة أن سرحان اعترف بذنبه في اعتراف مسجل أثناء احتجازه لدى الشرطة في 9 يونيو، تبع ذلك محاكمة طويلة ومعلن عنها تحت اسم «شعب ولاية كاليفورنيا ضد سرحان سرحان». ولم يقبل القاضي اعترافه ورفض طلبه بسحب اعترافه بـ «غير مذنب» من أجل دفع «مذنب».
في 10 فبراير 1969، قدم محامو سرحان طلبًا للدفع بالذنب بارتكاب جريمة قتل من الدرجة الأولى في مقابل السجن مدى الحياة بدلاً من عقوبة الإعدام. أخبر سرحان القاضي هيربرت ف. ووكر أنه يريد سحب اعترافه الأصلي بالذنب من أجل الاعتراف بالذنب كما اتهم في جميع التهم. كما طلب أن يفصل محاميه عن هذه القضية تمامًا. وسأله القاضي عما يريد فعله بشأن الحكم، فأجابه سرحان: «سأطلب أن أعدم». ونفى ووكر الاقتراح وقال: «هذه المحكمة لن تقبل الالتماس.» كما نفى طلب سرحان بانسحاب محاميه. دخل محاميه في طلب آخر للانسحاب من القضية بإرادته الخاصة، لكن ووكر نفى ذلك أيضًا. وأمر ووكر بعد ذلك بإغلاق السجل المتعلق بالحركة.
استمرت المحاكمة، وبدأت البيانات الافتتاحية في 12 فبراير / شباط. وكان المدعي العام الرئيسي في القضية هو لين «باك» كومبتون، وهو من قدامى المحاربين في الحرب العالمية الثانية من شركة إيزي كومباني، وأصبح لاحقًا قاضيًا في محكمة استئناف كاليفورنيا. ألقى ديفيد فيتس البيان الافتتاحي للادعاء، وقدم أمثلة على استعدادات سرحان لقتل كينيدي. أظهر الادعاء أن سرحان شوهد في الفندق «التي وقعت فيه الحادثة» في 3 يونيو، قبل ليلتين من الهجوم، للتعرف على مداخل ومخارج المبنى، وأنه زار ميدان رماية في 4 يونيو. شَهد ألفين كلارك، جامع قمامة منزل سرحان، أن سرحان أخبره قبل شهر من الهجوم عن نيته إطلاق النار على كينيدي.
ضم محامي دفاع سرحان المحامي جرانت كوبر، الذي كان يأمل أن يثبت أن القتل كان فعلاً مندفعًا لرجل يعاني من نقص عقلي. لكن ووكر اعترف في صفحات الأدلة من ثلاثة من دفاتر دفتر اليومية التي احتفظ بها سرحان والتي أظهرت أن القتل كان مع سبق الإصرار و «محسوب ومتعمد تمامًا». في 3 مارس، سأل كوبر سرحان في شهادة مباشرة عما إذا كان قد أطلق النار على كينيدي؛ رد سرحان، «نعم يا سيدي»، لكنه قال بعد ذلك أنه لم يحمل لكينيدي أي نية سيئة. وشهد سرحان أيضًا بأنه قتل كينيدي «بعشرين عامًا من سبق الإصرار». وأوضح في مقابلة مع ديفيد فروست عام 1989 أن هذا يشير إلى وقت إنشاء دولة إسرائيل. وقد أكد منذ ذلك الحين أنه ليس لديه ذاكرة عن الجريمة، أو عن الإدلاء بهذا التصريح في المحكمة.
طلب كوبر من سرحان شرح أسبابه لمهاجمة كينيدي، وبدأ سرحان في «خطاب هائج حول الصراع في الشرق الأوسط بين العرب واليهود». كان محامي الدفاع إميل زولا بريمان، الذي كان يهوديًا، مستاءً من تصريحات سرحان، وأعرب عن نيته الاستقالة من فريق الدفاع. تحدث كوبر في النهاية عن بيرمان من الاستقالة، وبقي حتى نهاية المحاكمة.
استند الدفاع في قضيته في المقام الأول إلى شهادة خبير برنارد ل. دايموند، دكتوراه في الطب، أستاذ القانون والطب النفسي في جامعة كاليفورنيا، بيركلي الذي شهد أن سرحان كان يعاني من ضعف القدرة وقت القتل.
أدين سرحان في 17 أبريل 1969، وحُكم عليه بعد ستة أيام بالإعدام في غرفة الغاز. بعد ذلك بثلاث سنوات، خُفف حكمه إلى السجن مدى الحياة، بسبب قرار المحكمة العليا في كاليفورنيا في شعب ولاية كاليفورنيا ضد روبرت بيج أندرسون، الذي قضى بأن عقوبة الإعدام تعد انتهاكًا لحظر دستور كاليفورنيا ضد القسوة وعقاب غير عادي. كان قرار فبراير 1972 بأثر رجعي، مما أبطل جميع أحكام الإعدام الحالية في كاليفورنيا.

### الاستئناف
جادل محامي سرحان لورانس تيتر في وقت لاحق أن جرانت كوبر تعرض للخطر بسبب تضارب في المصالح وكان نتيجة لذلك، إهمالًا فادحًا في الدفاع عن موكله. تحرك الدفاع من أجل محاكمة جديدة وسط مزاعم بالإعداد، وسرقات الشرطة، والتنويم المغناطيسي، وغسل الأدمغة، والابتزاز، والتآمر الحكومي. في 5 يونيو 2003، بالصدفة الذكرى السنوية ال 35 لاغتيال كينيدي، التمس تيتر من محكمة اتحادية في لوس أنجلوس لنقل القضية إلى فريسنو. جادل بأن سرحان لم يتمكن من الحصول على جلسة استماع عادلة في لوس أنجلوس، حيث أصبح الرجل الذي ساعد في محاكمته الآن قاضيًا فيدراليًا: كان قاضي المقاطعة الأمريكية ويليام ماثيو بيرن جونيور في لوس أنجلوس محامًا مساعدًا للولايات المتحدة أثناء محاكمة سرحان، وجزء من فريق الادعاء.
منذ عام 1994، كان تيتر يحاول أن تقلب محاكم الولاية والمحاكم الفيدرالية إدانة سرحان، بحجة أن موكله كان منومًا ومؤطرًا، ربما من خلال مؤامرة حكومية. خلال إحدى جلسات الاستماع، أشار تيتر إلى شهادة من محاضر المحاكمة الأصلية فيما يتعلق بشاهد عيان على الهجوم، المؤلف جورج بليمبتون، حيث قال إن سرحان بدا «مؤلفًا بشكل كبير. بدا... تطهيرًا». تزامن هذا البيان مع حجة الدفاع بأن سرحان أطلق النار على كينيدي أثناء نوع من الغيبوبة المنومة. تم رفض الحركة. توفي تيتر في عام 2005، ورفض سرحان مستشارًا آخر ليحل محله.
في 26 نوفمبر 2011، قدمت فرق الدفاع في سرحان أوراق المحكمة لمحاكمة جديدة، قائلة إن «تحليل الخبراء للأدلة التي تم الكشف عنها مؤخرًا يُظهر إطلاق مسدسين في الاغتيال وأن مسدس سرحان لم يكن المسدس الذي أطلق النار على كينيدي» ويجب عليه «يتم إطلاق سراحه من السجن أو منحه محاكمة جديدة تستند إلى» أدلة هائلة«، تؤكد براءته و» الانتهاكات الفظيعة«لحقوقه».
في 5 يناير 2015، رفض قاضي المقاطعة الأمريكية بيفرلي ريد أوكونيل اقتراح سرحان في لوس أنجلوس، الذي قال إن سرحان «فشل في تلبية العرض المطلوب للبراءة الفعلية» الذي قد يعذره على فشله في طلب حريته في وقت أقرب في محكمة اتحادية. وبعبارة أخرى، لم تكن قضية سرحان قوية بما يكفي. كتب أوكونيل: «على الرغم من أن مقدم الالتماس يقدم عددًا من النظريات فيما يتعلق بأحداث 5 يونيو 1968، إلا أن مقدم البلاغ لا يجادل في أنه أطلق ثماني طلقات نارية في مخزن المطبخ في فندق السفير». «إن الملتمس لا يُظهر أنه من المرجح أكثر من ذلك أنه لن يكون هناك محلف، يتصرف بشكل معقول، مذنبا بما لا يدع مجالا للشك».
الدوافع
الدافع المستشهد به لأفعال سرحان هو الصراع في الشرق الأوسط. قال سرحان بعد اعتقاله «أستطيع أن أشرح ذلك. لقد فعلت ذلك من أجل بلدي». يعتقد سرحان أنه تعرض للخيانة المتعمدة لدعم كينيدي الواضح لإسرائيل في حرب الأيام الستة في يونيو 1967، والتي كانت قد بدأت قبل عام واحد من يوم الاغتيال. أثناء البحث في شقة سرحان بعد اعتقاله، تم العثور على دفتر يوميات أظهر أن غضبه قد ركز تدريجيًا على كينيدي، الذي وعد بإرسال 50 مقاتلة إلى إسرائيل إذا تم انتخابه رئيسًا. وقد تم تأريخ ملاحظة في 18 مايو 1968 ذكر سرحان فيها: «إصراري على التخلص من روبرت كيندي أصبح أكثر وأكثر هاجسًا لا يتزعزع... يجب أن يموت كينيدي قبل الخامس من يونيو». ووجدوا دفاتر أخرى ومذكرات مذكرات تعبر عن غضبه المتزايد ضد كينيدي. كما احتوت دفاتر يومياته على العديد من الشخبطة العبثية التي يُعتقد أنها نسخته من «الكتابة الحرة».
في اليوم التالي، في 6 يونيو، قامت صحيفة لوس أنجلوس تايمز بطباعة مقال بقلم جيري كوهين ناقش دوافع سرحان في الاغتيال، وأكدته المذكرات التي كتبها سرحان لنفسه. جاء في المقال:
«عندما يُزعم القومي الأردني، سرحان بشارة سرحان، أطلق النار على كينيدي، ظاهريًا بسبب دعوة السيناتور لدعم الولايات المتحدة لإسرائيل، كانت الجريمة التي اتهم بها في جوهرها مظهرًا آخر من مظاهر الكراهية منذ قرون بين العرب واليهود».
يعتقد محمد تقي مهدي، الأمين العام للجنة العمل للعلاقات الأمريكية العربية، أن سرحان تصرف دفاعًا عن النفس مبررًا، قائلاً: «كان سرحان يدافع عن نفسه ضد تلك الطائرات النفاثة الخمسين التي أرسلها كينيدي إلى إسرائيل». كتب مهدي كتابًا من 100 صفحة حول هذا الموضوع بعنوان (كينيدي وسرحان: لماذا؟).
في وقت لاحق في السجن، ادعى سرحان أنه كان مخمورا. كشفت مقابلة مع سرحان في عام 1980 عن ادعاءات جديدة بأن مزيجًا من الخمور والغضب خلال الذكرى السنوية للحرب العربية الإسرائيلية عام 1967 أثار أفعاله. يقول سرحان، مسجلاً في نسخة لأحد المقابلات التي أجراها مع مهدي، رئيس لجنة العلاقات الأمريكية العربية التي تتخذ من نيويورك مقراً لها: "يجب أن تتذكر ملابسات تلك الليلة، 5 يونيو. "عندما ذهبت في البداية لمشاهدة العرض الصهيوني اليهودي احتفالاً بانتصار العرب على الخامس من حزيران / يونيو 1967. كان ذلك هو المحفز الذي دفعني في تلك الليلة." ثم قال سرحان، "بالإضافة إلى ذلك، كنت استهلك الخمور، وأريد أن يفهم الجمهور ذلك."

## السجن
في عام 1971، تم إيواء سرحان في مركز التكيف في سجن ولاية سان كوينتين. تم نقله لاحقًا إلى مرفق التدريب الإصلاحي في سوليداد، كاليفورنيا، حيث تم احتجازه حتى عام 1992. من عام 1992 إلى 2009 تم احتجازه في سجن ولاية كاليفورنيا في كوركوران، كاليفورنيا، وعاش في السكن الوقائي في الوحدة حتى تم نقله إلى القسم ذو الحراسة المشددة في عام 2003. في أكتوبر 2009، ظاهريًا لسلامته، تم نقله إلى سجن ولاية بليزنت فالي في كوالينغا، كاليفورنيا، حيث أودع في زنزانة انفرادية. ثم أعيد إلى كوركوران.
في 22 نوفمبر 2013، تم نقل سرحان من كوركوران إلى سجن ريتشارد دونوفان الإصلاحي في مقاطعة سان دييغو. حدث النقل في الذكرى الخمسين لاغتيال الرئيس جون ف. كينيدي، لكن المتحدث باسم إدارة كاليفورنيا للإصلاحات والتأهيل قال إن عملية النقل كانت «مسألة روتينية لتخصيصات الإسكان» وأن توقيتها «مجرد مصادفة مؤسفة».
في 30 أغسطس 2019، طعن سرحان عدة مرات من قبل سجين آخر. تم نقله إلى مستشفى حيث تم الإبلاغ عن أن حالته مستقرة. وعاد إلى السجن بعد يومين بعد تسجيل خروجه من المستشفى.
في مقابلة عام 1980 مع إم تي مهدي ادعى سرحان أن أفعاله كانت تغذيها الخمور والغضب. ثم اشتكى من أن مجلس الإفراج المشروط لم يأخذ هذه الظروف "المخففة" في الاعتبار عندما رفضوا باستمرار إطلاق سراحه المشروط.

### مؤيديه
في عام 1974 أهدى بيل آيرز وبرناردين دورن بيانهما الشيوعي "نار البراري: سياسة المناهضة الثورية للإمبريالية" إلى سرحان (مع 200 آخرين)، وأشادوا به باعتباره سجينًا سياسيًا شجاعًا. وفي فبراير/شباط 1973 كان إطلاق سراح سرحان أحد مطالب منظمة سبتمبر الأسود التي احتجزت رهائن أمريكيين في سفارة المملكة العربية السعودية بالخرطوم.

### طلبات إطلاق السراح المشروط
في مقابلة عام 1980 مع محمد تقي مهدي، ادعى سرحان أن أفعاله كانت تغذيها الخمور والغضب. ثم اشتكى من أن لجنة إطلاق السراح المشروط لا يأخذ هذه الظروف «المخففة» في الاعتبار عندما ينكرون إفراجه المشروط باستمرار.
في 10 مايو 1982، أخبر سرحان لجنة إطلاق السراح المشروط: «أعتقد بصدق أنه إذا كان روبرت كينيدي على قيد الحياة اليوم، أعتقد أنه لن يوافق على إفرادي بهذا النوع من المعاملة. أعتقد أنه سيكون من بين أول من يقول ذلك مهما كان العمل المروع الذي ارتكبته قبل 14 عامًا، أنه يجب ألا يكون السبب في حرماني من المعاملة المتساوية بموجب قوانين هذا البلد».
من المقرر الآن عقد جلسة استماع مشروط لسرحان كل خمس سنوات. في 2 مارس 2011، بعد 42 عامًا في السجن، عقدت جلسة سرحان الرابعة عشر للإفراج المشروط، مع تمثيل سرحان بمحاميه الحالي، ويليام فرانسيس بيبر. في هذه الجلسة، شهد سرحان أنه لا يزال لا يتذكر أي ذكرى للاغتيال ولا تفاصيل عن محاكمته واعترافه عام 1969. وكرر بيبر أيضا الادعاء الذي ادلى به محامو سرحان سابقا بأن سرحان «مبرمج بالتنويم المغناطيسي» وأن «ذكرياته عن كونه مبرمجا» قد تم محوها من قبل مؤامرة غير معروفة وراء الاغتيال. قال بيبر إنه استأجر دانيال براون من كلية الطب بجامعة هارفارد لقضاء أكثر من 60 ساعة مع سرحان في السجن واستعادة ذاكرته من إطلاق النار ووضعه تحت التنويم المغناطيسي. تم رفض الإفراج المشروط عنه على أساس أن سرحان لا يزال لا يفهم العواقب الكاملة لجريمته.
في 10 فبراير 2016، في جلسة استماعه المشروطة الخامسة عشرة، تم حرمان سرحان من الإفراج المشروط مرة أخرى. شهد أحد ضحايا إطلاق النار في سرحان من تلك الليلة، بول شريد، البالغ من العمر الآن 91 عامًا، لدعم سرحان، مشيرًا إلى اعتقاده بأن مطلق النار الثاني قتل كينيدي وأن سرحان كان من المفترض أن يكون إلهاء عن المسلح الحقيقي بمؤامرة غير معروفة. كما كرر سرحان ادعاءه بأنه لا يتذكر ذكرى إطلاق النار. في شهادته أمام لوحة الإفراج المشروط، تذكر سرحان الأحداث قبل إطلاق النار ببعض التفاصيل -الذهاب إلى ميدان الرماية في اليوم السابق، 4 يونيو 1968، زيارة الفندق في 5 يونيو بحثًا عن حفلة والعودة إلى الردهة بعد إدراك شرب الكثير من كوكتيلات توم كولينز ليقودها. وادعى بعد ذلك أنه شرب القهوة في منطقة وراء الكواليس بالقرب من مخزن الفندق مع امرأة كان قد جذبها، والتي قد تكون متورطة في مؤامرة لاغتيال كينيدي. ذكر براون أن المرأة المجهولة أخذت سرحان إلى خزانة المؤن، التي وصفها سرحان في جلسات ذاكرة السجن بأنها غرفة مظلمة في الفندق، وأنه بينما كانت في المخزن أعطت المرأة سرحان إشارة ما بعد منومة لإطلاق النار في توجه كنيدي بعد دقائق. تم إخضاع سرحان على الفور من قبل العديد من الرجال في المخزن حيث سقط كينيدي على الأرض بجروح قاتلة. زعم سرحان أنه بعد تناول القهوة مع المرأة، فإن الشيء التالي الذي يمكن أن يتذكره هو الاختناق وعدم القدرة على التنفس بعد لحظات من إطلاق النار على كينيدي، قائلاً: «كل شيء غامض الآن. أنا متأكد من أن كل ذلك موجود في سجلاتك. لا يمكنني إنكارها أو تأكيدها. أتمنى لو لم يحدث هذا الأمر بالكامل». تم رفض الإفراج المشروط عن سرحان على أساس أنه لم يعرب عن ندمه الكافي على جريمته أو اعترف بخطورتها.
في 27 أغسطس 2021 وأثناء مثوله السادس عشر أمام مجلس الإفراج المشروط، صوتت لجنة المجلس المكونة من شخصين لصالح منح سرحان الإفراج المشروط بعد أن وجدت أنه لم يعد يشكل تهديدًا للمجتمع. وكان قد قضى 53 عامًا في السجن بحلول ذلك الوقت. وقد قدم اثنان من أبناء كينيدي الباقين على قيد الحياة روبرت إف كينيدي جونيور ودوغلاس كينيدي دعمهما للإفراج المشروط أثناء مثول سرحان أمام مجلس الإفراج المشروط. حتى أن مفوض مجلس الإفراج المشروط روبرت بارتون صرح لسرحان "نعتقد أنك قد كبرت". كان القرار خاضعًا لمراجعة لمدة 90 يومًا من قبل مجلس جلسات الاستماع للإفراج المشروط في كاليفورنيا، وبعد ذلك كان لدى حاكم كاليفورنيا 30 يومًا لمنح القرار أو إبطاله أو تعديله.
ستة أطفال آخرين على قيد الحياة من روبرت ف. كينيدي - جوزيف ب. كينيدي الثاني وكورتني كينيدي وكيري كينيدي وكريستوفر جي كينيدي وماكسويل تي كينيدي ووروري كينيدي - عارضوا الإفراج المشروط عن سرحان وحثوا مجلس الإفراج المشروط الكامل أو الحاكم جافين نيوسوم لعكس التوصية وقدموا بيانًا إلى مجلس الإفراج المشروط في 27 أغسطس 2021 يعارضون فيه إطلاق سراح سرحان. وكتبت روري كينيدي مقالًا ضيفًا في صحيفة نيويورك تايمز تقول فيه إن سرحان لا يستحق الإفراج المشروط، مشيرةً إلى عدم ندمه وعدم رغبته في قبول المسؤولية.
لم يحضر المدعي العام لمقاطعة لوس أنجلوس جورج جاسكون ولا أي من موظفي المكتب جلسة الاستماع للإفراج المشروط أو اتخذوا أي موقف بشأن الإفراج المشروط عن سرحان. وقد كان هذا خروجًا عن الممارسة السابقة للادعاء التي عارضت الإفراج المشروط في جميع جلسات الاستماع السابقة لسرحان. وعند توليه منصبه أصدر جاسكون توجيهًا مفاده أن "السياسة الافتراضية" لمكتبه تتمثل في عدم حضور جلسات الاستماع للإفراج المشروط أو اتخاذ موقف بشأن الإفراج المشروط. ثم تم الاعتراف لاحقًا بأن الإفراج المشروط عن سرحان كان مدعومًا أيضًا بقانون كاليفورنيا الأخير الذي يتطلب من مجلس الإفراج المشروط النظر في أشياء مثل العمر والصحة وصدمات الطفولة كعوامل مخففة، وهو ما لم يأخذه في الاعتبار من قبل.
في 13 يناير 2022 رفض حاكم كاليفورنيا جافين نيوسوم طلب سرحان الأخير للإفراج المشروط. وكتب مقال افتتاحي في صحيفة لوس أنجلوس تايمز ذكر فيه أنه على الرغم من أن مجلس الإفراج المشروط بالولاية قد أوصى سرحان بالإفراج المشروط، إلا أن خطورة الجريمة و"رفض سرحان الحالي قبول المسؤولية عنها" دفع نيوسوم إلى رفض الطلب.
في المثول السابع عشر لمجلس الإفراج المشروط عن سرحان في 1 مارس 2023 تم رفض الإفراج المشروط مرة أخرى. وقد تنازل سرحان عن حقه في الطعن في الترحيل إذا تم إطلاق سراحه المشروط.

## روابط خارجية
- سرحان سرحان على موقع IMDb (الإنجليزية)
- سرحان سرحان على موقع الموسوعة البريطانية (الإنجليزية)
- سرحان سرحان على موقع إن إن دي بي (الإنجليزية)